# Yeşiloba, Korkuteli
Yeşiloba là một xã thuộc huyện Korkuteli, tỉnh Antalya, Thổ Nhĩ Kỳ. Dân số thời điểm năm 2011 là 139 người.